# Rebecca Mader
Rebecca Leigh Mader (Coldham's Lane (Cambridge), 24 april 1977) is een Engels actrice. Ze maakte in 2003 haar debuut op het grote scherm in Mimic: Sentinel, het tweede vervolg op de horrorfilm Mimic (1997). Op televisie speelde ze onder meer Alden Tuller in de advocatenserie Justice, Charlotte Lewis in de mysteriereeks Lost en The Wicked Witch /Zelena  in de televisieserie Once Upon a Time.

## Filmografie
*Exclusief televisiefilms, tenzij aangegeven
- The Men Who Stare at Goats (2009)
- Great World of Sound (2007)
- The Devil Wears Prada (2006)
- Hitch (2005)
- Samantha: An American Girl Holiday (2004, televisiefilm)
- Replay (2003)
- Mimic: Sentinel (2003)

## Televisieseries
*Exclusief eenmalige gastrollen
- Once Upon a Time - The Wicked Witch of the West/Zelena (2014-2018, 67 afleveringen)
- Lost - Charlotte Lewis (2008-2009, achttien afleveringen)
- Justice - Alden Tuller (2006-2007, dertien afleveringen)
- Love Monkey - Grace (2006, drie afleveringen)

- Library of Congress Control Number: no2009017580
- MusicBrainz: caeb8e18-60cf-4d31-846b-2694ed3b6086
- Virtual International Authority File: 78926312
- WorldCat: E39PBJrm9fPRGyChbyPqc7HHmd